# Samuel Ornitz

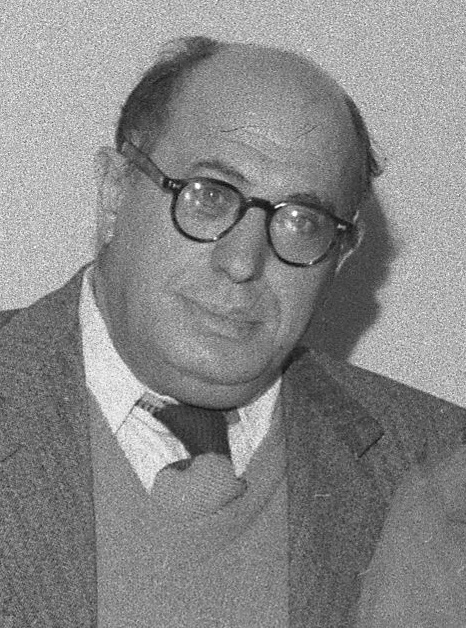
Samuel Ornitz (1947)

Samuel Badisch Ornitz (* 15. November 1890 in New York; † 10. März 1957 in Woodland Hills, Kalifornien) war ein US-amerikanischer Schriftsteller und Drehbuchautor, der bekannt war für seine sozialkritischen und antifaschistischen Werke. Er gehörte zu den Hollywood Ten.

## Leben

### Jugend und frühes Berufsleben
Ornitz wurde in New York geboren und wuchs an der Lower East Side auf, in einem Viertel, das damals stark von jüdischen Immigranten geprägt war. Zu ihnen zählten auch seine Eltern, die aus Polen stammten. Der Vater war ein erfolgreicher Kurzwarenhändler. Ornitz besuchte eine öffentliche Schule sowie eine jüdische Religionsschule. Zudem nahm er Kurse zu kulturellen Themen am Henry Street Settlement, einer sozialen Einrichtung, die auch um Fortbildung bemüht war. In dieser Zeit erwachte Ornitz' Interesse an der sozialen Frage. Bereits mit 12 Jahren bezeichnete er sich selbst als Sozialist und hielt politische Reden auf der Straße. 
Ornitz begann ein Studium am City College, brach dieses aber nach zwei Jahren ab. In bewusster Abgrenzung von seinen beiden älteren Brüdern, die ins Geschäftsleben eintraten, nahm er 1908 eine Stelle als Sozialarbeiter an. In den nächsten zwölf Jahren war er für einen Verein tätig, der Misshandlungen von Kindern bekämpfte, und arbeitete für die New York Prison Association, einen Wohlfahrtsverband, der sich für die Resozialisierung von Strafgefangenen einsetzte. Im Alter von 22 Jahren heiratete er. Mit seiner Frau Sadie Lesser hatte er später zwei Söhne, von denen Arthur J. Ornitz als Kameramann bekannt wurde. 

### Anfänge als Schriftsteller
In den folgenden Jahren nahm Ornitz zunehmend an Treffen linker Gruppierungen teil, zu denen auch Theatergruppen gehörten. Unter dem Pseudonym Don Orno schrieb er das Theaterstück Deficit, das im Mai 1919 im Rahmen einer Veranstaltung mit „drei poletarischen Stücken zu proletarischen Preisen“ aufgeführt wurde. Sein erstes gedrucktes Werk war der Einakter The Sock (1919), ebenfalls unter dem Namen Don Orno veröffentlicht, eine an Dostojewskis Schuld und Sühne erinnernde Geschichte, in der ein junger Mann seine Vermieterin umbringt, um mit dem von ihr gehorteten Geld einem tuberkulosekranken Schriftsteller zu helfen.  
Ornitz entschloss sich nun, selbst Literat zu werden, und gab 1920 seine Stellung als Sozialarbeiter auf. Bekannt wurde er nach der Publikation seines ersten Romans Haunch, Paunch and Jowl (1923), eines der profiliertesten Werke der proletarischen Literaturbewegung und der jüdischen Literatur der damaligen Zeit. Das Buch war eine Abrechnung mit den sogenannten Allrightniks, angepassten Juden, die den Wert ihres Lebens nach dem sozialen Status und der erfolgreichen Eingliederung in die amerikanische Gesellschaft in ökonomischer Hinsicht bemaßen. Der Antiheld Meyer Hirsch tritt als Winkeladvokat, religiöser Heuchler, verlogener Politiker und korrupter Richter auf. Ornitz war ein bekennender Atheist und setzte sich mit diesem Roman, wie auch in späteren Werken, für die Aufgabe religiöser Traditionen und eine Assimilation amerikanischer Juden ein, allerdings unter sozialistischer Voraussetzung. Literarisch bemerkenswert an Haunch, Pauch and Jowl ist das Erzählmittel des Bewusstseinsstroms, als frühes Beispiel für dessen Verwendung in der amerikanischen Literatur. Der Roman erschien 1925 unter dem Titel Herr Fettwanst auch auf Deutsch.
Das nächste Werk von Ornitz war das Kinderbuch Round the World with Jocko the Great (1926), die illustrierte Geschichte eines Zirkusaffen, mit der er sein aus den Zeiten als Sozialarbeiter herrührendes Interesse an der Lebenswelt junger Menschen bekräftigte. 1927 veröffentlichte Ornitz den Roman A Yankee Passional. The Biography of a Synthetic Self, sein einziges literarisches Werk, das keine jüdische Thematik hat. Es erzählt die Geschichte eines Protestanten, der zum Katholizismus konvertiert und eine sozial-religiöse Bewegung ins Leben ruft. Der Protagonist stößt auf den Widerstand der Kurie und wird gleichzeitig von protestantischen Fundamentalisten angefeindet. Er stirbt beim Mordanschlag einer rechtsextremen Gruppierung, die an den Ku-Klux-Klan erinnert.

### Drehbuchautor
Obwohl er zuvor kaum Interesse am Film gezeigt hatte, verkaufte Ornitz 1928 zwei Geschichten an Hollywood-Studios, die im folgenden Jahr verfilmt wurden: „Tong War“, unter der Regie von William A. Wellman als Chinatown Nights (Weiße Asiaten) auf die Leinwand gebracht, und „The Case of Lena Smith“, die Geschichte eines ausgebeuteten Mädchens vom Lande, die Josef von Sternberg zum gleichnamigen Film verarbeitete. Ornitz kam zu dem Schluss, dass eine Verbindung von Filmarbeit und sozialem Engagement möglich war. Er ging 1929 nach Kalifornien.
In den folgenden Jahren schrieb er Drehbücher für Filme, die von Firmen wie RKO und Republic Pictures produziert wurden, zumeist weniger bekannte Leinwandproduktionen. Seine letzte Arbeit in dieser produktiven Phase war das Drehbuch für Three Faces West (1940), einem Abenteuerfilm mit John Wayne in der Hauptrolle, der in verklausulierter Form das Ornitz stark beschäftigende Thema Faschismus verarbeitete.
Bekannter als für seine Drehbücher war Ornitz in Hollywood für sein politisches Engagement. Er war Mitorganisator der Screen Actors Guild, initiierte antifaschistische Veranstaltungen und warb für eine Unterstützung der republikanischen Sache im Spanischen Bürgerkrieg. Gegner machte er sich, als er Stalin gegen Vorwürfe verteidigte, eine antisemitische Politik zu verfolgen und mit dem Hitler-Stalin-Pakt die Arbeiterklasse verraten zu haben – zwei Positionen, die er 1953 widerrief. 
Ornitz reiste in den 1930er-Jahren auch mehrfach nach Europa, um sich vom Aufstieg des Faschismus ein eigenes Bild zu machen. Nach einer solchen Reise schrieb er zusammen mit der befreundeten Vera Caspary das antifaschistische Theaterstück Geraniums in My Window, das im Herbst 1934 am Broadway herausgebracht, aber nach 28 Aufführungen eingestellt wurde. Er verfasste weitere Theaterstücke, die aber nicht produziert wurden.
Nach Beginn des Zweiten Weltkriegs erhielt Ornitz kaum noch Engagements als Drehbuchautor. Erst 1944 konnte er wieder ein Skript verkaufen, diesmal an Columbia Pictures: They Live in Fear, die Geschichte eines deutschen Emigranten, der das KZ Dachau überlebt hat. 1945 entstand mit China's Little Devils letztmals ein Film nach einer Vorlage von Ornitz.

### Spätere Jahre
Seine letzte Arbeit für ein Filmstudio lag zwei Jahre zurück, als Ornitz 1947 aufgefordert wurde, vor dem Komitee für unamerikanische Umtriebe des Repräsentantenhauses über angebliche Verbindungen von Filmschaffenden zur Kommunistischen Partei der USA auszusagen. Wie einige andere Autoren, Schauspieler und Regisseure, bekannt geworden als die Hollywood Ten, weigerte sich Ornitz mit Verweis auf seine verfassungsmäßigen Rechte, dies zu tun. Er wurde wegen Missachtung des Kongresses angeklagt und zu einem Jahr Gefängnis verurteilt.
Bevor er die Haftstrafe 1950 antrat, beendete er die Arbeit an seinem letzten Roman Bride of the Sabbath (1951). Er erschien, als er im Gefängnis saß. In der Tradition des Bildungsromans stehend, erzählt Bride of the Sabbath die Geschichte eines aus ärmlichen Verhältnissen an der Lower East Side stammenden Juden, dem eine erfolgreiche, aber nicht bedingungslose Anpassung an die amerikanische Gesellschaft gelingt. Das Buch wurde der größte Verkaufserfolg für den Verfasser und schaffte es bis in die oberen Ränge der Bestsellerlisten.
Als Ornitz nach neun Monaten Haft wegen guter Führung entlassen wurde, hatte er bereits gesundheitliche Probleme. Er schloss sich erfolglos Klagen von Kollegen gegen Schwarze Listen in der Filmindustrie an. Im Unterschied zu anderen Mitgliedern der Hollywood Ten arbeitete er nicht unter Pseudonym weiter für Hollywood-Studios.
Samuel Ornitz starb 1957 im Alter von 66 Jahren im Motion Picture Country Home, einer Seniorensiedlung für ehemalige Filmschaffende im Stadtteil Woodland Hills von Los Angeles, an Krebs. 

## Werke

### Belletristik
Romane
- Haunch, Paunch and Jowl. An Anonymous Autobiography. Boni and Liveright, New York 1923. Neuauflage unter dem Titel: Allrightniks Row. "Haunch, Paunch, and Jowl". The Making of a Professional Jew. Mit einer Einleitung von Gabriel Miller. Markus Wiener Publishing, New York 1986, ISBN 0-910129-46-0. Deutschsprachige Ausgabe: Herr Fettwanst. Eine amerikanische Autobiographie. Übersetzt von Erich Posselt. Kurt Wolff, München 1925. Neuausgabe mit einem Vorwort von Robert Neumann, Joseph Melzer, Darmstadt 1969.
- A Yankee Passional. The Biography of a Synthetic Self. Boni & Liveright, New York 1927.
- Bride of the Sabbath. Rinehart, New York 1951.

Theaterstücke
- The Sock. A Play in One Act. The Three Pamphleteers, Brooklyn 1919 (unter dem Pseudonym Don Orno).
- Geraniums in My Window. A Comedy in Three Acts. Ungedruckt (mit Vera Capary).

Kinderbuch
- Round the World with Jocko the Great. Mit Illustrationen von Caroll C. Snell. The Macaulay Company, New York 1926.

### Filme
- Eine Nacht im Prater. Originaltitel: The Case of Lena Smith. USA 1929. Regie: Josef von Sternberg. Drehbuch: Jules Furthman nach der gleichnamigen Geschichte von Samuel Ornitz.
- Weiße Asiaten. Originaltitel: Chinatown Nights. USA 1929. Regie: William A. Wellman. Szenario: Ben Grauman Kohn, Oliver H. P. Garrett und William B. Jutte nach der Geschichte „Tong War“ von Samuel Ornitz.
- The Sins of the Children. USA 1930. Regie: Elliott Nugent. Adaption: Samuel Ornitz nach der Geschichte „Father's Day“ von Elliott Nugent und J. C. Nugent.
- Thirteen Women. USA 1932. Regie: George Archainbaud. Drehbuch: Samuel Ornitz und Bartlett Cormack nach einem Roman von Tiffany Thayer.
- Hell's Highway. USA 1932. Regie: Rowland Brown. Drehbuch: Samuel Ornitz, Rowland Brown und Robert Tasker.
- Men of America. USA 1932. Regie: Ralph Ince. Drehbuch: Samuel Ornitz und Jack Jungmeyer nach einer Geschichte von Henry McCarty und Humphrey Pearson.
- Secrets of the French Police. USA 1932. Regie: A. Edward Sutherland. Drehbuch: Samuel Ornitz und Robert Tasker nach einer Geschichte von Ashton Wolfe.
- The Great Jasper. USA 1933. Regie: J. Walter Ruben. Drehbuch: Samuel Ornitz und H. W. Hanemann nach einem Roman von Fulton Oursler.
- One Man's Journey. USA 1933. Regie: John S. Robertson. Drehbuch: Samuel Ornitz und Lester Cohen nach der Geschichte „Failure“ von Katherine Havilland-Taylor.
- One Exciting Adventure. USA 1934. Regie: Ernst L. Frank. Drehbuch: Samuel Ornitz, William B. Jutte und William Hurlbut nach einer Geschichte von Franz Schulz und Billy Wilder.
- The Man Who Reclaimed His Head. USA 1934. Regie: Edward Ludwig. Drehbuch: Samuel Ornitz und Jean Bart nach einem Theaterstück von Jean Bart.
- Three Kids and a Queen. USA 1935. Regie: Edward Ludwig. Drehbuch: Samuel Ornitz und Barry Trivers nach einer Geschichte von Chester Beecroft, Mary Marlind und Harry Poppe.
- Fatal Lady. USA 1936. Regie: Edward Ludwig. Drehbuch: Samuel Ornitz und Horace McCoy nach einer Geschichte von Harry Segall.
- Follow Your Heart. USA 1936. Regie: Aubrey Scotto. Drehbuch: Samuel Ornitz, Nathanael West und Lester Cole nach einer Geschichte von Dana Burnet.
- Two Wise Maids. USA 1937. Regie: Phil Rosen. Drehbuch: Samuel Ornitz nach einer Geschichte von Endre Bohem.
- A Doctor's Diary. USA 1937. Regie: Charles Vidor. Drehbuch: Samuel Ornitz und David Boehm nach einer Geschichte von Joseph Anthony.
- Hit Parade of 1937. USA 1937. Regie: Gus Meins. Drehbuch: Samuel Ornitz und Bradford Ropes nach einer Geschichte von Bradford Ropes.
- It Could Happen to You! USA 1937. Regie: Phil Rosen. Drehbuch: Samuel Ornitz und Nathanael West.
- Portia on Trial. USA 1937. Regie: George Nicholls Jr. Drehbuch: Samuel Ornitz und Edward E. Paramore Jr.
- King of the Newsboys. USA 1938. Regie: Bernard Vorhaus. Drehbuch: Peggy Thompson und Louis Weitzenkorn nach einer Geschichte von Samuel Ornitz und Horace McCoy.
- Army Girl. USA 1938. Regie: George Nichols Jr. Drehbuch: Samuel Ornitz und Barry Trivers nach einer Geschichte von Charles L. Clifford.
- Little Orphan Annie. USA 1938. Regie: Ben Holmes. Drehbuch: Samuel Ornitz und Budd Schulberg nach einer Geschichte von Samuel Ornitz und Endre Boehm.
- El Milagro de la Calle Mayor. USA 1939. Regie: N. A. Cuyas und Steve Sekely. Drehbuch: Felix Jackson und Enrique Uthoff nach einer Geschichte von Samuel Ornitz und Boris Ingster.
- Miracle on Main Street. USA 1939. Regie: Steve Sekely. Drehbuch: Samuel Ornitz, Boris Ingster und Frederick J. Jackson.
- Three Faces West. USA 1940. Regie: Bernard Vorhaus. Drehbuch: Samuel Ornitz, F. Hugh Herbert und Joseph Moncure March.
- They Live in Fear. USA 1944. Regie: Hosef Berne. Drehbuch: Samuel Ornitz und Michael L. Simmons nach einer Geschichte von Ruth Nussbaum und Hilda Stone.
- Circumstantial Evidence. USA 1945. Regie: John Larkin. Drehbuch: Norbert F. Metzler nach einer Geschichte von Sam Duncan und Nat Ferber, adaptiert von Samuel Ornitz.
- China's Little Devils. USA 1945. Regie: Monta Bell. Drehbuch: Samuel Ornitz.